# Onze-Lieve-Vrouw-van-de-Ossenwegkapel

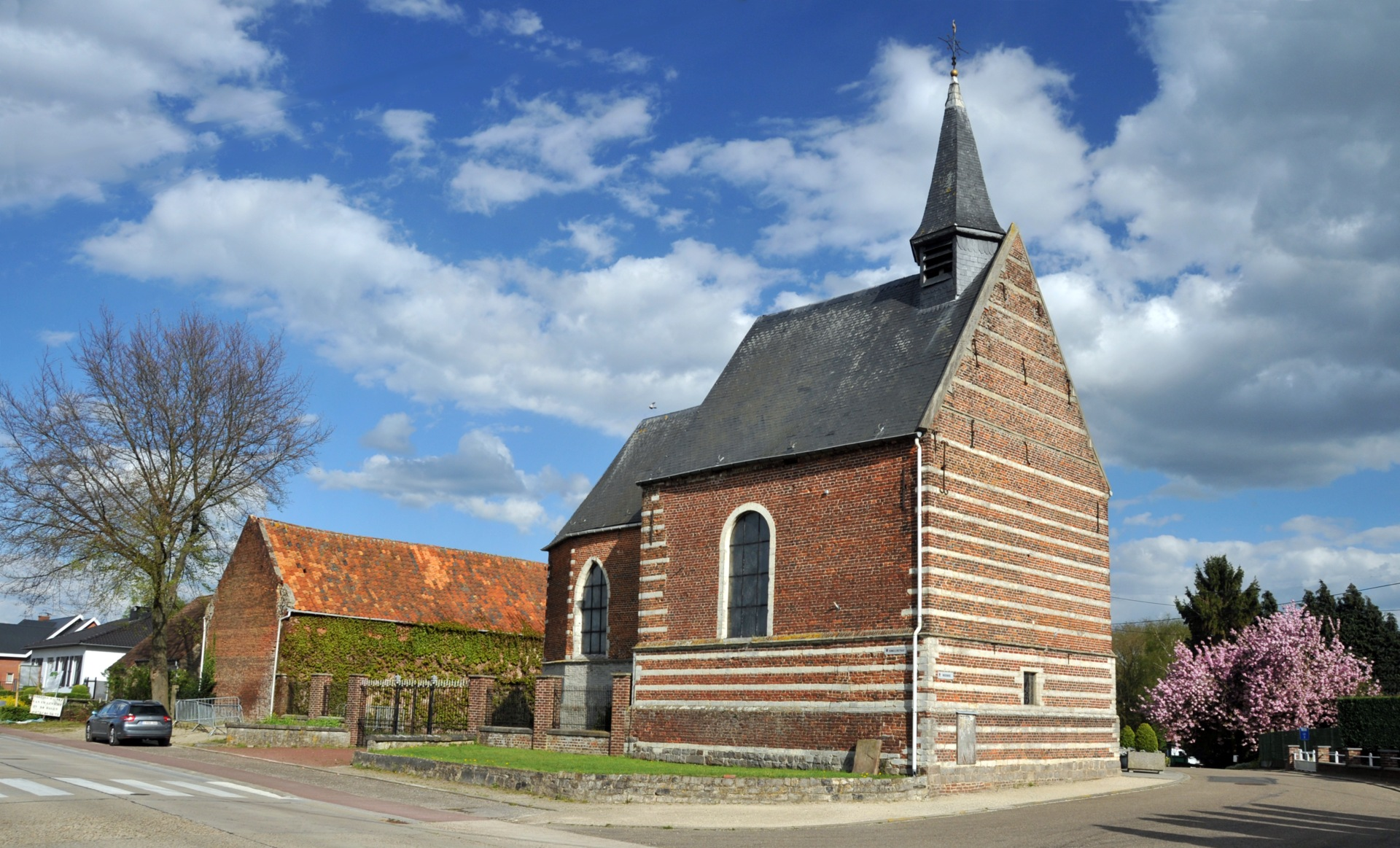
Ossenweg (Zoutleeuw), Onze-Lieve-Vrouwkapel

De Onze-Lieve-Vrouw-van-de-Ossenwegkapel is een kapel in het gehucht Ossenweg, ten noordoosten van Het Vinne en van Zoutleeuw in de Belgische provincie Vlaams-Brabant. Ze ligt slechts op enkele meters van de provinciegrens met Limburg die een inham heeft op de plaats waar de kapel staat.

## Geschiedenis
De kapel is in 1536-1538 gebouwd. Er is een legende die verhaalt over een miraculeus Mariabeeldje in de kapel dat afkomstig zou zijn van de kapel op de versterkte Castelberg. Bij het ploegen van een nabij veld werd er in de 16e eeuw het beeldje gevonden dat men ophing aan een eikenboom. Sinds dat moment werd deze plek een centrum van verering door gelovigen. In 1536-1538 werd er een kapel gebouwd die later door de grote toeloop naar dit bedevaartsoord steeds verder uitgebreid werd. Gelovigen offerden hier vroeger om het bedplassen van kinderen tegen te gaan een kilo zout.
In 1632 werd ook een kluis bij de kapel gebouwd waarin een kluizenaar woonde die de kapel beheerde en de bedevaartgangers ontving.
Tot 1691 werd de kapel bediend door de Begarden en daarna door de Dalscholieren. Dezen herstelden ook de kapel nadat hij in 1705 was geplunderd. In 1722 lieten ze ook een woning bij het complex bouwen.
In 1784 werd de kapel, samen met het klooster, op last van keizer Jozef II gesloten. De Fransen verkochten het complex als nationaal goed. In 1824 werd de kapel weer als zodanig in gebruik genomen en hij werd bediend door de onderpastoor van Zoutleeuw. In 1890 kwam de kapel in eigendom bij de parochie. In 1903 werd de kluizenaarswoning bij de kapel betrokken.
De kapel werd in 1995 beschermd als monument.

## Gebouw
De kapel is gebouwd in baksteen met speklagen van zandsteen. Het koor is lager dan het schip. Boven de ingang bevindt zich een dakruiter. De vensters in het koor en het schip zijn van 1751.

## Interieur
Het hoofdaltaar is een portiekaltaar van 1765 met een altaarstuk dat de Aanbidding der herders verbeeldt. J. Vanderbaeren schilderde in 1595 een Kruisafneming.
De kapel bezit een aantal houten beelden uit eind 15e tot begin 17e eeuw. Het doksaal bevat een apostelbalk van 1613.

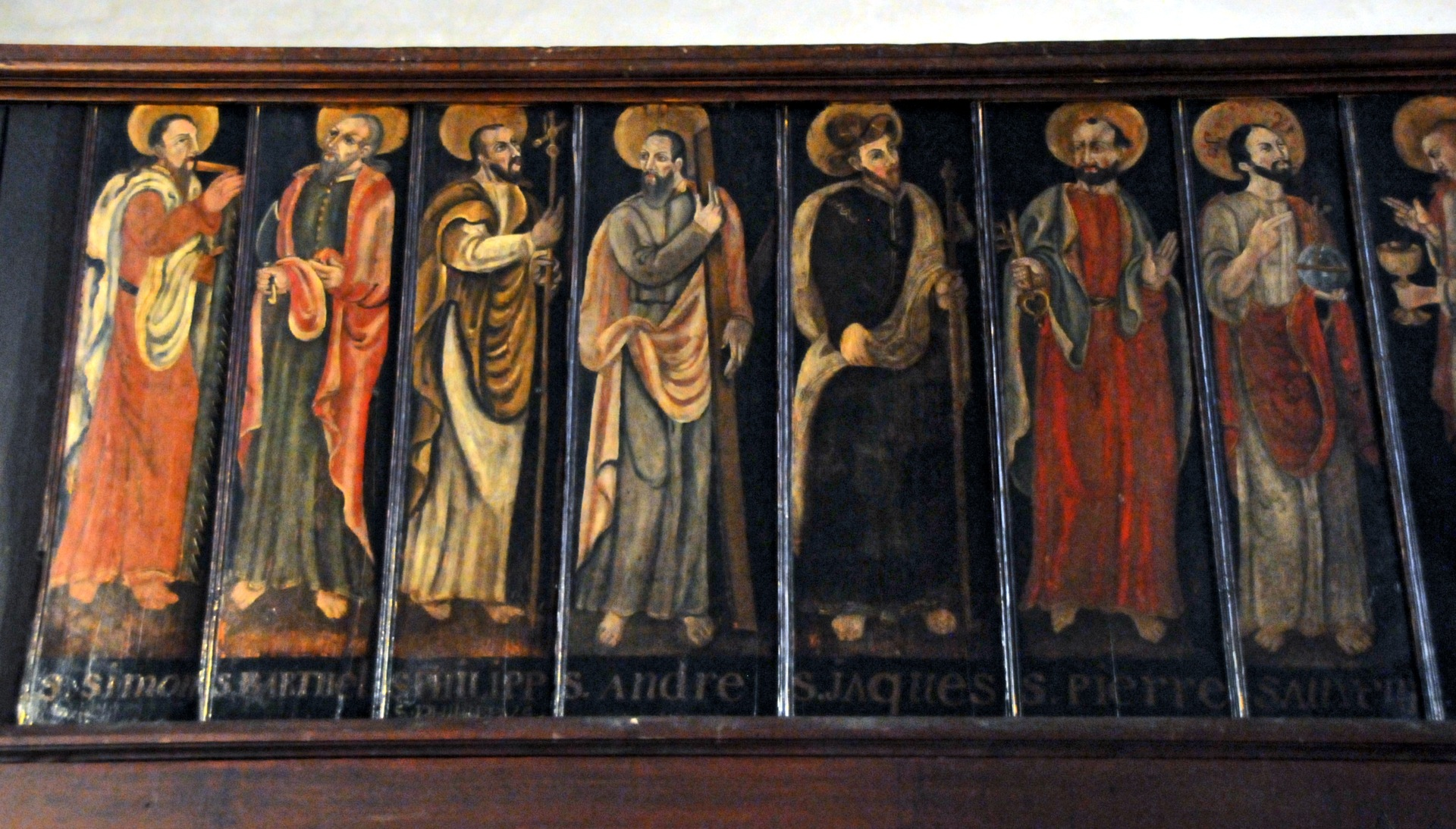
Ossenweg (Zoutleeuw), Onze-Lieve-Vrouwkapel: het doksaal van 1613